# Tyrone
Tyrone (iriska: Tír Eoghain) är ett grevskap på Nordirland. Tidigare var grevskapet mycket större och inkluderade den delen av dagens Londonderry som ligger öster om floden Foyle.
Det är det största av de sex grevskapen i Nordirland. Sedan kommunreformen 1973 har inte grevskapet någon administrativ funktion. Tyrone är istället delat i fem distrikt: Cookstown, Dungannon, Omagh samt Strabane. En liten del av grevskapet är även inkluderat i Fermanagh.
Den traditionella huvudorten i Tyrone är Omagh. Andra städer i Tyrone är Castlederg och Coalisland.